# Шулаков, Константин Степанович
Константи́н Степа́нович Шулако́в (1883, Малмыжский уезд, Вятская губерния — 1960-е, США) — эсер, земский учитель, агроном, делегат Всероссийского Учредительного собрания.

## Биография
Константин Шулаков родился в 1883 году в починке Шулаки Сюмсинской волости (Вятская губерния) в семье старосты Сюмсинской церкви Степана Шулакова. Починок Шулаки был небольшой, стоял в паре вёрст от села Сюмси. Хозяйство у Степана Шулакова было крепкое; дети все, как и он сам, работящие.
Костя учился в местной школе, затем уехал продолжать образование в городское училище и в итоге смог поступить на сельскохозяйственные курсы в Петербурге. После получения образования Константин Степанович вернулся в родные края, где начал работать агрономом и учителем.
В 1905 году Константин Шулаков вступил в Партию социалистов-революционеров (ПСР) как «твёрдый эсэровец». За организацию крестьянских волнений в Мултанской волости в 1907 году он был по решению суда сослан в Усть-Сысольск (причем, сначала сумел скрыться от охранки, но затем добровольно возвратился).
После ссылки Константин Шулаков сумел устроиться в Малмыже на должность помощника уездного комиссара. Часто наведывался к отцу, проводил агитационную работу в Сюмсях. Одним из первых узнал о беспорядках в столице и отречении Николая II от престола.
В 1917 году Константин Степанович избрался, за счет твердой позиции в вопросе о принадлежности земли, в члены Учредительного собрания по Вятскому избирательному округу от эсеров и Совета крестьянских депутатов (список № 3). 5 января 1918 года он стал участников знаменитого заседания-разгона Собрания, на которое приехал заранее (с желанием хотелось побродить по городу, повспоминать время учёбы).
Осенью 1918 года Константин Шулаков открыто критиковал новые порядки и (совместно с Григорием Михайловичем Виноградовым из Гуртлуда) склонил местную интеллигенцию к борьбе с большевиками, став одним из лидеров Ижевско-Воткинского восстания. Входил в Прикамский комитет членов Учредительного собрания (КОМУЧ), которому Ижевский Совет передал власть. При подходе продотрядов и Красной Армии отступил из родных мест вместе с частями Народной Армии в направлении деревни Маркелово.
Эмигрировал в США. В дальнейшем его следы потеряны. В 1960-е годы, после смерти Константина Шулакова, из Америки пришло его завещание, по которому он оставил 20 тысяч рублей Сюмсинской районной библиотеке на приобретение книг.

## Комментарии
1. ↑  Починок Шулаки (деревня Шулаково), относившийся к приходу Сретенской церкви в с. Сюмси Малмыжского уезда, не сохранился; ныне — территория сельского поселения Сюмсинское в Сюмсинском районе Удмуртии[1].